# Shane Filan
 (février 2009).
Si vous disposez d'ouvrages ou d'articles de référence ou si vous connaissez des sites web de qualité traitant du thème abordé ici, merci de compléter l'article en donnant les références utiles à sa vérifiabilité et en les liant à la section « Notes et références ».
Shane Steven Filan ] (né le 5 juillet 1979) est un chanteur et auteur-compositeur irlandais. Il est l’un des deux chanteurs principaux du groupe pop vocal Westlife, formé en 1998, dissous en 2012 et regroupé en 2018. Westlife a sorti treize albums, s’est lancé dans douze tournées mondiales et a remporté plusieurs prix, devenant l’un des groupes musicaux les plus réussis de tous les temps.
Filan a sorti trois albums solo : You and Me (2013), Right Here (2015) et Love Always (2017). Il est apparu quatorze fois dans le UK Singles Chart avec des succès numéro un, ce qui en fait l’un des artistes de musique irlandais les plus apparus dans la British music number-one singles histoire.

## Biographie
Shane Steven Filan est né le 5 juillet 1979 à Sligo, Irlande. Il est le fils de Peter et Mae Filan (née McNicholas). Filan est le plus jeune de sept frères et sœurs; trois frères et trois sœurs. Dès son plus jeune âge, Filan a travaillé derrière le comptoir de l’entreprise de ses parents - un dîner à Sligo - y compris pendant les vacances scolaires.
Il a fréquenté l’école primaire dans une école catholique locale, et l’école secondaire à Summerhill College, avec les futurs compagnons de bande Westlife Kian Egan et Mark Feehilly. Tous les trois ont participé à une production scolaire de Grease. Le Théâtre Hawkswell est devenu une partie importante de leur carrière.
Filan était un fan de Michael Jackson comme un enfant, et a affirmé que le chanteur l’a inspiré à poursuivre une carrière dans la musique. Avant Westlife il étudie les affaires et la comptabilité.

## Carrière musicale

### Six as One, IOYOU et Westlife (1972 - 2012)
Autre article détaillé : Westlife
Avant Westlife, Egan et Feehily étaient avec Filan dans un groupe connu sous le nom de Six as One et, plus tard, IOYOU, avec d’autres Sligoniens Derrick Lacey, Graham Keighron, et Michael "Miggles » Garrett. Il a co-écrit la chanson IOYOU "Together Girl Forever. » Pendant six mois, la mère de Shane, Mae Filan, a essayé de téléphoner à Boyzone principalement au manager Louis Walsh, et finalement réussi à lui parler du groupe de son fils. Trois des membres ont été abandonnés et les trois autres, Filan, Egan et Feehilly, se sont joints à la recherche de deux autres chanteurs pour le groupe. Les membres qui se sont joints étaient Nicky Byrne et Brian McFadden, formant Westside. Le nom du groupe a ensuite été changé en Westlife car il y avait déjà un certain nombre de groupes avec le nom Westside. Filan, avec Feehilly, sont devenus les co-chanteurs principaux du groupe. Leur premier album est sorti en novembre 1999, intitulé Westlife.
Avec Westlife, Filan a reçu vingt-huit disques de platine et vendu 55 millions de disques dans le monde. Dans son livre de 2014, My Side of Life, il révèle qu’en 2001, il avait été le premier membre de Westlife à se voir offrir un contrat de disque solo, mais qu’il l’avait rejeté, car il avait peur d’aller en solo. Dans une interview en 2015, il écrit qu’il ne serait pas allé en solo s’il avait eu de l’argent. Dans Westlife, Shane Filan est considéré comme un incroyable chanteur, avec une voix mélodieuse apparaissant dans toutes les chansons. Il a aussi écrit de nombreuses chansons pour Westlife entre autres : 
- Take Me There
- L.O.V.E
- "Fragile Heart"
- "Bop Bop Baby" (reached No. 5 in the UK Singles Chart)
- "Don't Say It's Too Late"
- "I Wanna Grow Old with You"
- "I'm Missing Loving You"
- "Singing Forever"
- "Where We Belong"
- "Never Knew I Was Losing You"
- "Love Crime"
- "How Does It Feel"
- "Crying Girl"
- "Reason for Living"
- "Miss You When I'm Dreaming"
- "A Little Part of Me / Little Part of Me / Extraordinary Love"
- "Love Ain't War"
- "This Life"
- "Closer"
- "Too Hard to Say Goodbye"
- "Last Mile of the Way"

### Carrière solo, Youn and me (2012-2014)
Le 20 octobre 2011, Westlife a annoncé qu’ils avaient décidé de se séparer et de se séparer à la fin de leur tournée d’adieu 2012. Filan a montré son intérêt à être un artiste de musique solo pour sa vie quotidienne. En décembre 2011, la presse a annoncé que Filan était sur le point de signer un contrat solo avec l’une des nombreuses maisons de disques britanniques concurrentes potentielles. Filan et son manager Louis Walsh, avait été en pourparlers avec plusieurs des étiquettes à l’époque. « Il y a quatre, peut-être cinq étiquettes à ce jour qui ont fait clairement qu’ils veulent signer Shane, » a déclaré une source de musique à l’écrivain showbiz Paul Martin. 
Dans une interview accordée en mars 2012 à Paul Martin, Filan a déclaré qu’il signerait dans les prochaines semaines.
"C’est excitant, mais, bien sûr, je serai nerveux. C’est naturel quand vous sortez d’un groupe après 14 ans, vous ne savez pas où votre vie va vous emmener"
En 2013, Filan a annoncé qu’il avait officiellement signé un contrat record avec la filiale d’UMG, London Records, d’une valeur de 20 millions de livres sterling. UMG lui avait déjà offert un contrat solo en 2001; le premier membre de Westlife à avoir reçu une telle offre, mais il a refusé. Pour le nouvel accord, Filan a déclaré qu’il avait passé les 12 derniers mois aux États-Unis et au Royaume-Uni à écrire des chansons et à enregistrer, et qu’un prochain single et un album serait publié plus tard dans l’année. 
Le 10 mai 2013, il a annoncé que son premier single serait publié, avec trois autres titres, plus tard révélé en Juillet pour être "Everything to Me », et "Everytime », "Today’s Not Yesterday » et "Once », respectivement. La date de sortie a été annoncée le 25 août.
Le 10 septembre 2013, Filan sort About You, le deuxième single de son album You and Me, suivi de l’album peu de temps après. 
L'album est un succès, il est classé sixième position dans le UK Albums Charts, quatrième en Ecosse et troisième en Irlande.
Le 20 février 2014 jusqu'au 5 décembre 2014 a lieu le You and Me Tour, avec 52 concerts entre l'Europe et l'Asie. 

### Right Here (2015)
Après la scission de Westlife, la faillite, You and Me Tour, et sa première autobiographie My Side of Life, Filan a annoncé le 13 mars 2015 qu’il travaillait sur son deuxième album studio, Right Here (en). L’album est principalement enregistré à Londres et au Danemark, et présente des collaborations avec Cutfather (The Saturdays, JLS), Jez Ashurst (Will Young, Gabrielle Aplin), Jon Maguire (Union J), Tre Jean-Marie (MNEK, Jason Derulo) et Girls Aloud. L’album sort le 25 septembre 2015, atteignant #1 sur les Irish album charts au cours de sa première semaine

### Love Always (2017)
Le 25 août 2017, Filan sort son troisième album studio Love Always et a annoncé sa prochaine tournée, le Love Always Tour 2017. 
Auparavant, en avril 2010, une chanson solo inédite de Filan intitulée Beautiful in White a fuité sur Internet, mais a été incorrectement créditée comme étant enregistrée par Shayne Ward au lieu de Filan. Pendant ce temps, Filan a également fait un duo avec le chanteur country irlandais Nathan Carter. L’album a atteint #5 dans les charts de l’album britannique, ce qui en fait son meilleur album de classement au Royaume-Uni, ce qui en fait le membre le plus réussi de Westlife en tant qu’artiste solo dans les charts à ce jour.
En 2018, Filan a également connu du succès en Asie, notamment aux Philippines, en Indonésie, en Malaisie, à Singapour et en Corée du Sud. Beautiful in White a été particulièrement réussie en Asie

### Réunion de Westlife en 2018
Le 3 octobre 2018, Westlife a annoncé ses retrouvailles en tant que groupe de quatre membres. En 2019, quatre singles sont sortis, écrits par Ed Sheeran. Le groupe s’est lancé dans une tournée de 50 dates très réussie intitulée "The 20 Tour », en l’honneur du 20e anniversaire de Westlife depuis la sortie de leur premier single en 1999. Le 15 novembre, leur 13e album studio, Spectrum est sorti.

## Discographie
Filan a sorti 3 albums studios ainsi que 8 singles.

### Albums studios
| You and Me                                                                     | - Released: 4 November 2013 - Labels: Capitol / London - Formats: CD, Digital download, streaming | 3 | 6  | 4 |
| Right Here                                                                     | - Released: 25 September 2015 - Labels: East West - Formats: CD, Digital download, streaming      | 1 | 11 | 7 |
| Love Always                                                                    | - Released: 25 August 2017 - Labels: Ocean Wave - Formats: CD, Digital download, streaming        | 5 | 5  | 3 |
| "—" denotes an album that did not chart or was not released in that territory. |                                                                                                   |   |    |   |

### Singles

#### Par lui-même

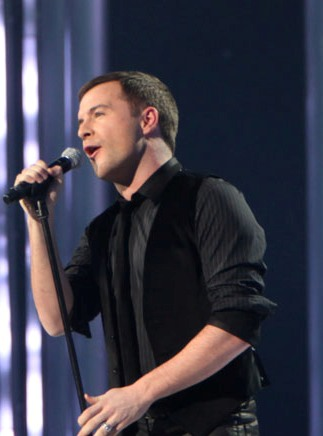
Shane Filan en concert

| Year                                       | Title                                 | Peak chart positions | Peak chart positions | Peak chart positions | Album       |
| Year                                       | Title                                 | IRE                  | UK                   | SCO                  | Album       |
| ------------------------------------------ | ------------------------------------- | -------------------- | -------------------- | -------------------- | ----------- |
| 2013                                       | "Everything to Me"                    | 7                    | 14                   | 9                    | You and Me  |
| 2013                                       | "About You"                           | 60                   | 54                   | 39                   | You and Me  |
| 2013                                       | "Knee Deep in My Heart"               | 92                   | 69                   | 72                   | You and Me  |
| 2015                                       | "Me and the Moon"                     | —                    | —                    | —                    | Right Here  |
| 2015                                       | "I Could Be" (featuring Nadine Coyle) | —                    | —                    | —                    | Right Here  |
| 2017                                       | "Unbreakable"                         | —                    | —                    | —                    | Love Always |
| 2018                                       | "Back to You"                         | —                    | —                    | —                    | Love Always |
| 2018                                       | "Beautiful in White"                  | —                    | —                    | —                    | Love Always |
| "—" qui n'est pas entré dans le classement |                                       |                      |                      |                      |             |

## Chansons écrites

### Westlife (1998–2012; 2018-présent)
- Take Me There
- L.O.V.E
- "Fragile Heart"
- "Bop Bop Baby" (reached No. 5 in the UK Singles Chart)
- "Don't Say It's Too Late"
- "I Wanna Grow Old with You"
- "I'm Missing Loving You"
- "Singing Forever"
- "Where We Belong"
- "Never Knew I Was Losing You"
- "Love Crime"
- "How Does It Feel"
- "Crying Girl"
- "Reason for Living"
- "Miss You When I'm Dreaming"
- "A Little Part of Me / Little Part of Me / Extraordinary Love"
- "Love Ain't War"
- "This Life"
- "Closer"
- "Too Hard to Say Goodbye"
- "Last Mile of the Way"

### Love Always(2017–2018)
- "Completely"
- "Eyes Don't Lie"
- "Crazy Over You"
- "Back To You"
- "Girl in My Heart"

### Right Here(2015)
- "I Could Be"
- "Right Here"
- "Better off a Fool"
- "I Can't Get Over You"
- "Effortlessly You"
- "All My Love"

### You and Me(2013)
- "Everything to Me"
- "About You"
- "All You Need to Know"
- "Knee Deep in My Heart"
- "One of These Days"
- "Everytime"
- "Always Tomorrow"
- "When I Met You"
- "Everything’s Gonna Be Alright"
- "Coming Home"
- "Baby Let's Dance"
- "In the End"
- "You and Me"
- "Just the Way You Love Me"
- "Once"
- "Today's Not Yesterday"

### Non-sorties
- All About You
- As Far As I Go
- Back Home
- Best is Yet to Come
- Don't Look Back
- Counting the Days
- Fall in Love With Me
- Feel Alive
- Headed for a Fall
- I Can't Get By
- I Got Nothing at All
- I Love You
- Intimate
- Lean Back
- Learn to Fly
- Letting it Go
- Like 'Em Wild
- Love and Plan B
- Lullaby
- More
- Never Give Up Lullaby
- Night Sky
- No One's in Control
- Not in This Alone
- One Last Second Chance
- Only Got Tonight
- Only You
- Our Story
- Save Me
- Say We'll Meet Again
- Shine Down
- Slowing Down
- Skyline
- The Perfect Storm
- The Truth
- Things are Looking Up
- Too Strong
- Wherever You Are
- Wouldn't Change a Thing About You
- You Always Will
- Your Ordinary Man

### Écrits par d'autres artistes
- "Listen Girl" par Johan Östberg
- "Let Me Be the One" par  Simon Casey
- "Sei Parte Ormai Di Me" par y Il Divo, dans leur album (2004)
- "The Music Won't Last / Music Won't Last" par Jerry Given

## Tours

### Concert tours

#### Avec son groupe
Voir la page Westlife tours, actuellement en Anglais

#### Solo
| Year      | Title            | Duration                           | Number of shows | Notes |
| --------- | ---------------- | ---------------------------------- | --------------- | ----- |
| 2014      | You and Me Tour  | 20 February 2014 – 5 December 2014 | 52              |       |
| 2016      | Right Here Tour  | 3 March 2016 – 4 December 2016     | 33              |       |
| 2017-2019 | Love Always Tour | 16 July 2017 – 16 March 2019       | 65              |       |